# Самсон Байду
Самсон Байду (нім. Samson Baidoo, нар. 31 березня 2004, Грац, Австрія) — австрійський футболіст ганського походження, центральний захисник французького клубу «Ланс» та національної збірної Австрії.

## Ігрова кар'єра

### Клубна
Самсон Байду народився у австрійському місті Грац у родині вихідців з Гани. Займатися футболом почав у місцевому клубі «Грацер», а пізніше перебрався до академії клубу «Зальцбург».
У 2021 році для набору ігрової практики футболіста віддали до фарм-клубу «Зальцбурга» «Ліферінг», що виступає у Другій Бундеслізі Австрії. У 2022 році захисник повернувся до стану «Зальцбурга» й дебютував у першій команді. За «Зальцбург» Байду провів 50 матчів і забив 2 голи.
У 2024 році Байду перейшов до французького «Ланса», де виступає під 6 номером.

### Збірна
З 2019 року Самсон Байду виступав за юнацькі збірні Австрії. У жовтні 2023 року у матчі відбору до Євро — 2024 проти Бельгії Байду дебютував у національній збірній Австрії.